# Art Collins
Arthur "Art" Collins (nacido el 14 de abril de 1954 en Sandersville, Georgia) es un exjugador de baloncesto estadounidense que jugó una temporada en los Atlanta Hawks de la NBA, además de hacerlo en la liga neerlandesa. Con 1,93 metros de estatura, juega en la posición de escolta.

## Trayectoria deportiva

### Universidad
Jugó durante su etapa universitaria con los Bobcats de la Universidad de St. Thomas, siendo el único jugador de dicho centro en llegar a jugar profesionalmente en su país.

### Profesional
Fue elegido en el puesto 103 del Draft de la NBA de 1976 por Boston Celtics, pero no encontró sitio en el equipo, marchándose a jugar a la liga neerlandesa, primero en el Flamingos Haarlem y posteriormente en el ZZ Leiden.
Antes del comienzo de la temporada 1980-81 de la NBA fichó por Atlanta Hawks, pero fue despedido antes del comienzo de la liga, siendo repescado meses más tarde como agente libre, Jugó 22 partidos, en los que promedió 3,2 puntos y 1,4 rebotes.

## Estadísticas de su carrera en la NBA

### Temporada regular
| Temporada | Edad | Equipo        | Liga | P  | TIT | MIN  | TC  | TCA | %TC  | 3P  | 3PA | %3P  | TL  | TLA | %TL  | R.OF. | R.DEF. | REB | ASIS | ROB | TAP | PER | FP  | PTS |
| 1980-81   | 26   | Atlanta Hawks | NBA  | 29 |     | 13.6 | 1.2 | 3.4 | .354 | 0.0 | 0.1 | .000 | 0.8 | 1.2 | .667 | 0.7   | 0.8    | 1.4 | 0.9  | 0.4 | 0.0 | 1.1 | 1.2 | 3.2 |
| Total     |      |               | NBA  | 29 |     | 13.6 | 1.2 | 3.4 | .354 | 0.0 | 0.1 | .000 | 0.8 | 1.2 | .667 | 0.7   | 0.8    | 1.4 | 0.9  | 0.4 | 0.0 | 1.1 | 1.2 | 3.2 |